# 유덕 (하간헌왕)
하간헌왕 유덕(河間獻王 劉德, ? ~ 기원전 130년)은 중국 전한의 황족 · 제후왕으로 하간왕이다. 경제와 율희의 아들이다.

## 생애
경제 2년(기원전 155년)에 하간왕에 봉해졌다. 유학을 좋아해 행동거지를 유자에 맞추고, 산동의 많은 유학자들과 교유했다.
학문을 닦아 옛 것을 좋아하며, 실사구시(實事求是)하였다. 민간에서 좋은 책을 얻으면 베껴다가 진본은 자신이 가지고 사본을 주며 보상했고 또 멀리에서까지 많은 도술사가 와서 옛 책이 있으면 헌왕에게 진상하니, 그렇게 해서 얻은 고서의 양이 한 조정과 맞먹었다. 하간헌왕은 수많은 선진 시대의 고서를 모았으며, 곧 《주관》(周官) · 《상서》 · 《예》 · 《예기》 · 《맹자》 · 《노자》 등 온갖 경 · 전 · 설 · 기와, 공자 70제자의 논과 · 육예 등이었고, 《모시》(毛詩)와 좌씨춘추박사를 세웠다.
무제 때 입조해, 아악을 바치고 삼옹궁을 대했으며, 또 조서로 30가지의 질문을 받았다. 재위 26년 만인 원광 5년(기원전 130년) 정월에 죽었고, 대행령 구가 상주하여 시호를 헌(獻)이라 했다.

## 가계
- 전한 경제
  - 하간헌왕 유덕
    - 하간공왕 유불해
    - 자후 유명[5][6]
    - 방광후 유은[6][5]
    - 거양헌후 유둔[6]
    - 누절후 유퇴[6] 혹 유막(劉邈)[5]
    - 아무민후(阿武湣侯)[5] 혹 아무대후 유예[6]
    - 삼호절후 유면
    - 주향절후 유금[5][6]
    - 성평후(成平侯)[5] 혹 평성후 유례[6]
    - 광후 유순[6][5]
    - 갑서후 유양[6][5]
    - 중후(重侯) 유담(劉擔)[6] 혹 천종후(千鍾侯) 유요(劉搖)[7][5]
    - 심양후 유자위[6]
    - 경성원후 유옹[6]
    - 평제엄후 유초[6]
    - 악향헌후 유동[6]
    - 고곽절후 유애[6]

자후는 원광 5년(기원전 130년) 정월 임자일에 봉해졌고, 방광후, 거양헌후, 누절후, 아무대후 곧 아무민후, 삼호절후, 주향절후, 평성후 곧 성평후, 광후, 갑서후는 원삭 3년(기원전 126년) 10월 계유일에 봉해졌고, 중후 곧 천종후는 원삭 4년(기원전 125년) 4월 갑오일에 봉해졌고, 심양후는 봉해진 해를 모르며, 경성원후와 평제엄후와 악향헌후와 고곽절후는 지절 2년(기원전 68년) 4월 계묘일에 봉해졌다.